# Więckówka (dopływ Bolechówki)
Więckówka – potok będący prawobrzeżnym dopływem Bolechówki. Cały bieg potoku znajduje się na Wyżynie Krakowsko-Częstochowskiej. Potok wypływa w południowej części miejscowości Więckowice, płynie przez południową cześć przysiółku Bolechowic Zielonej Małej znajdującej się w Rowie Krzeszowickim, następnie uchodzi do Bolechówki.
W Wojniczu przez Więckówkę przebiega most (131 m) zaprojektowany przez Andrzeja Mikulaścika.